# Тринидад Джеймс
Trinidad James, настоящее имя — Николас Уильямс (англ. Nicholas Williams, 24 сентября 1987 года, Порт-оф-Спейн, Тринидад и Тобаго) — американский рэпер, известный по дебютному синглу «All Gold Everything», который стал вирусным видео и помог ему дебютировать на 47 месте в хит-параде «Hot R&B/Hip-Hop Songs» журнала «Billboard». В декабре 2012 Trinidad James подписал контракт на 2 миллиона долларов с Def Jam Recordings.

## Ранние годы
Уильямс родился в Порт-оф-Спейн, Тринидад. Его семья переехала в Канаду, штат Флорида и Нью-Йорке, прежде чем поселиться в Атланте, штат Джорджия. Он пошёл в католическую школу. Он заявил, что он не может вспомнить какие-либо детали своей жизни в возрасте до семи лет из-за травмы головы. В восьмом классе, он переехал в Южную Каролину, где он начал играть в баскетбол. Он начал читать рэп в ноябре 2011 года. Особое влияние  оказали на него треки  Cam'ron, Jay-Z, TI и Young Jeezy.

## Музыкальная карьера
Дебютный сингл "All Gold Все", попал в Billboard Hot 100 и R & B / Hip карт-хоп. Он был выпущен на дебютном микстейпе Don't Be S.A.F.E,  выпущен 31 июля 2012 года,  и официально переиздан с музыкальным видео 16 октября 2012 года 13 декабря 2012 года, было объявлено, что Джеймс подписал контракт с крупнейшим лейблом Def Jam Records на сумму около $ 2 млн. В январе лейбл Def Jam выпустили переиздание микстепе Don't Be S.A.F.E в ITunes, который включал официальную ремикс "All Gold Everything" с 2 Chainz, TI, и Young Jeezy.
6 августа 2013 года, он объявил, что будет выпускать свой второй микстейп, 10 PC, 13 августа [10] После нескольких месяцев, не отпуская музыку, Джеймс объявил, что он был исключен из Def Jam 1 августа 2014 года. он также заявил, что альбом, который он планировал выпустить на лейбле теперь будет выпущен бесплатно, и что производители и рэперы, которые внесли вклад в проект не стоит ожидать какой-либо компенсации, потому что он не имеет "никаких денег". [

## Дискография
Микстейпы
- 2012 - Don't Be S.A.F.E
- 2013 - 10 PC Mild
- 2015 - The Wake Up (EP)
- 2015 - No One Is $afe
- 2015 - Trips To Trinidad (EP)